# انجمن پژوهش‌های اجتماعی

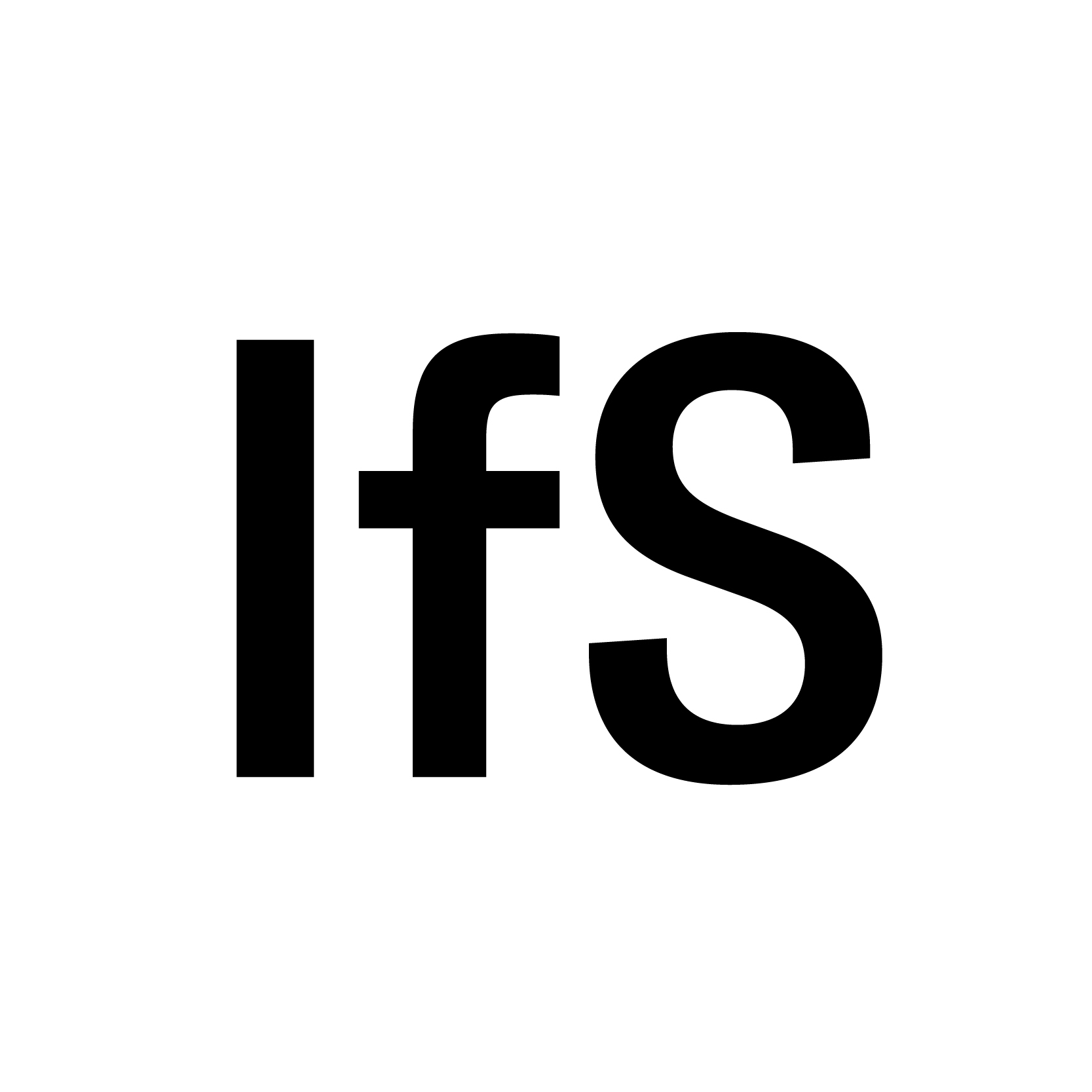
Institut für Sozialforschung

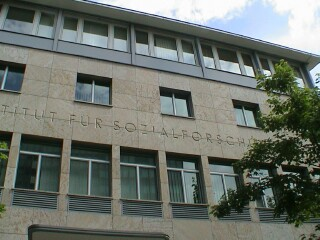
ساختمان انجمن پژوهش‌های اجتماعی در فرانکفورت

انجمن پژوهش‌های اجتماعی (به انگلیسی: Institute for Social Research) و (به آلمانی: Institut für Sozialforschung)، سازمانی پژوهشی است که موضوعاتی همچون جامعه‌شناسی و فلسفه قاره‌ای را دربر می‌گیرد. این نهاد بیشتر به عنوان مکانی که در آن مکتب فرانکفورت پدید آمده، شناخته شده و مشهور است. این انجمن که در سال ۱۹۲۳ در فرانکفورت آلمان بنیان نهاده شده، وابسته به دانشگاه فرانکفورت است.
انجن پژوهش‌های اجتماعی توسط فلیکس ویل، که از شاگردان فیلسوف مارکسیست، کارل کرش بود، و با حمایت مالی پدرش، تأسیس شد. اولین مدیر انجمن، کورت آلبرت گرلاش بود که پیش از رسیدن به اهدافش، در حالی که توسط کارل گرونبرگ، برای رسیدن به ریاست، تعقیب می‌شد، درگذشت. پس از او، کارل گرونبرگ، که مورخی مارکسیست بود، ریاست انجمن را به عهده گرفت و مارکسیست‌های ارتدوکس را گرد هم آورد. در ۱۹۳۰ و پس از این‌که گرونبرگ از یک حملهٔ قلبی جان سالم به در برد، ماکس هورکهایمر به ریاست انجمن رسید. هورکهایمر به سرعت به عنوان هدایت‌کنندهٔ مکتب فرانکفورت شناخته شد؛ مکتبی متشکل از متفکرانی برجسته که در دورهٔ ریاست او پدید آمد. هورکهایمر نشریهٔ پژوهش‌های اجتماعی را آمادهٔ چاپ می‌کرد و با نوشتن مقلاتش در آن، نظریهٔ انتقادی جامعه را تبیین می‌کرد.
در سپتامبر ۱۹۳۰ و در خلال به قدرت رسیدن نازی‌ها در آلمان، موسسان انجمن تصمیم به خارج کردن انجمن از آلمان گرفتند که این کار با تأسیس شعبه‌ای از انجمن در ژنو و انتقال وجوه انجمن به هلند آغاز شد. پس از به قدرت رسیدن هیتلر در ۱۹۳۳، انجمن به ژنو منتقل و در ۱۹۳۴ رهسپار نیویورک شد. در نیویورک، انجمن به دانشگاه کلمبیا پیوست و نشریهٔ پژوهش‌های اجتماعی، به مطالعات فلسفه و علوم اجتماعی تغییر نام داد. در این‌جا بود که بسیاری از مهم‌ترین نوشته‌های متفکران مکتب فرانکفورت فرصت ظهور یافت و مقر انجمن در نیویورک، تبدیل به محل مناسبی برای پرورش و انتشار عقاید مورد نظر مکتب فرانکفورت در آمریکا و جهان انگلیسی‌زبان شد.
انجمن در ۱۹۵۱ تحت ریاست فریدریش پولاک در فرانکفورت بازگشایی شد و در ۱۹۵۳ تئودور آدورنو به ریاست آن رسید. انجمن از آن پس، همزمان به پژوهش و آموزش جامعه‌شناسی در دانشگاه فرانکفورت مبادرت ورزیده است.
رئیس کنونی آن، اکسل هونس است.